# Phlogochroa basilewski
Phlogochroa basilewski är en fjärilsart som beskrevs av Emilio Berio 1956. Phlogochroa basilewski ingår i släktet Phlogochroa och familjen nattflyn. Inga underarter finns listade i Catalogue of Life.